# Vulcan Centaur
| Tipo                     | Veículo de lançamento pesado        |
| País                     | Estados Unidos                      |
| Operador                 | United Launch Alliance              |
| Fabricante               | United Launch Alliance              |
| Preço                    | 82-200 milhões de dólares           |
| Status                   | Ativo                               |
| Construção               |                                     |
| Estágios                 | 2                                   |
| Booster                  | 2, 4 ou 6                           |
| Altura                   | 61,6 m                              |
| Diâmetro                 | 5.4 m                               |
| Peso                     | 546700 kg                           |
| Estágios                 |                                     |
| Booster                  | GEM 63XL                            |
| Tipo                     | Combustível sólido                  |
| Estágio 1                |                                     |
| Motor                    | 2 BE-4                              |
| Combustível              | metano / oxigênio líquido           |
| Estágio 2                | Centaur - V                         |
| Motor                    | 2 RL-10 C-1                         |
| Combustível              | Hidrogénio líquido/oxigénio líquido |
| Lançamentos              |                                     |
| Primeiro lançamento      | 8 de Janeiro de 2024                |
| lançamentos              | 1 (com sucesso)                     |
| Local de lançamento      | SLC-41, Cabo Canaveral              |
| Capacidade de carga útil |                                     |
| LEO                      | Max. 27 200 kg                      |
| GTO                      | Max. 14 500 kg                      |

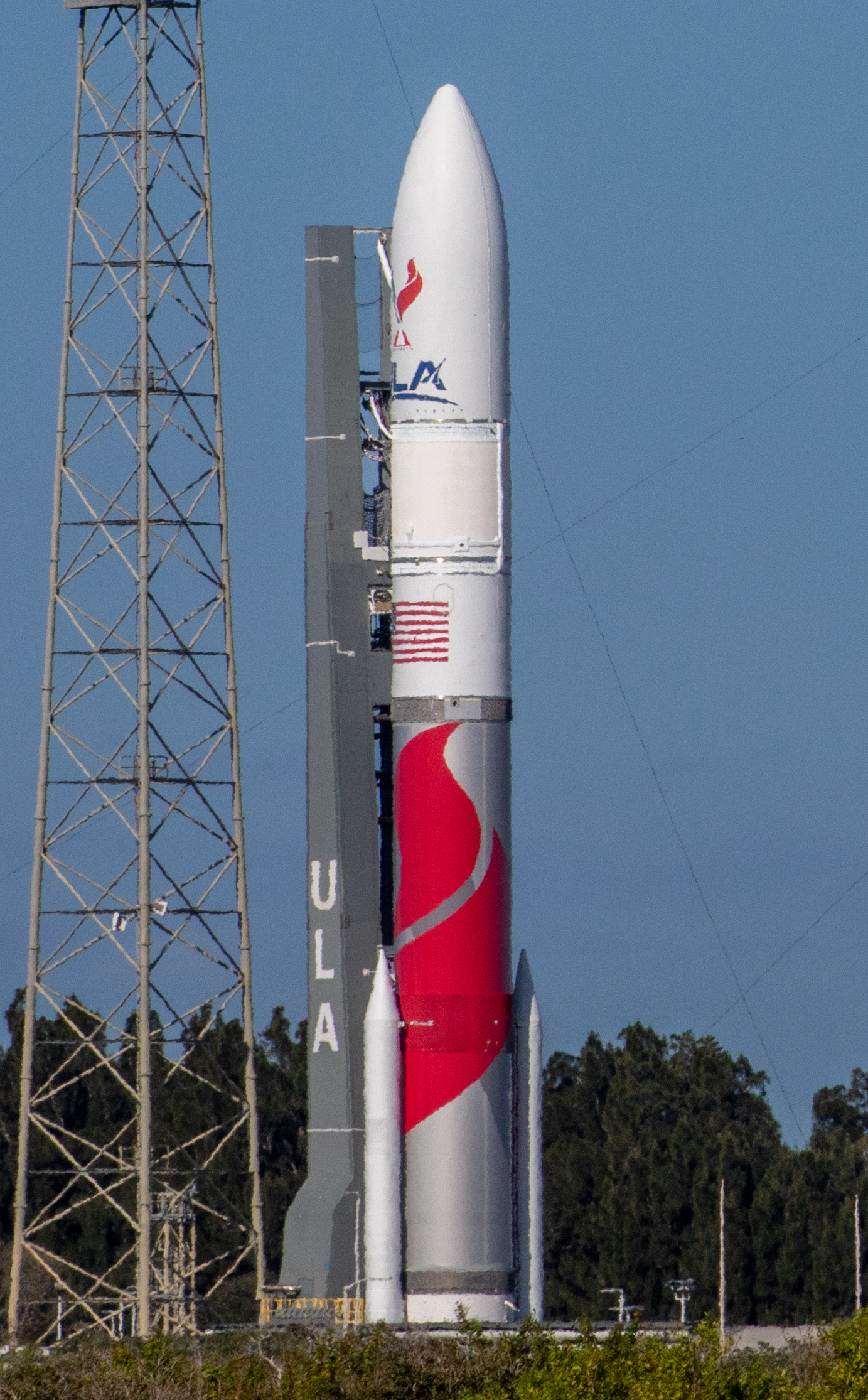
Vulcan Centaur pouco antes do seu lançamento

Vulcan Centaur é um veículo de lançamento de carga pesada de dois estágios para órbita desenvolvido pela United Launch Alliance (ULA). Ele foi projetado principalmente para atender às demandas de lançamento do programa National Security Space Launch (NSSL) do governo dos EUA para uso pela Força Espacial dos Estados Unidos e pelas agências de inteligência dos EUA para lançamentos de satélites de segurança nacional. Ele substituirá ambos os lançadores existentes da ULA (Atlas V e Delta IV Heavy) nesta função, já que esses serão aposentados. O Vulcan Centaur também será utilizado para lançamentos comerciais, incluindo um pedido de 38 lançamentos da Kuiper Systems.
O desenvolvimento do foguete Vulcan começou em 2014, em grande parte em resposta à crescente concorrência da SpaceX e ao desejo de eliminar gradualmente o RD-180 russo usado no Atlas V. Inicialmente programado para lançamento em 2020, foi adiado por muitos anos devido a problemas com o desenvolvimento do motor BE-4 e do novo estágio superior do Centaur. Foi lançado pela primeira vez em 8 de janeiro de 2024, transportando com sucesso o módulo lunar Peregrine da Astrobotic Technology, a primeira missão do programa Commercial Lunar Payload Services (CLPS) da NASA.

## Descrição
Vulcan é o primeiro novo projeto de veículo de lançamento da ULA desde que a ULA foi formada em 2006 pela fusão dos negócios de veículos de lançamento da Lockheed Martin e da Boeing. Ele adaptou e desenvolveu tecnologias que foram criadas para os foguetes Atlas V e Delta IV do programa EELV da USAF. Os tanques de propelente do primeiro estágio têm o mesmo diâmetro do Common Booster Core Delta IV, mas contêm metano líquido e propelentes de oxigênio líquido em vez do hidrogênio líquido e oxigênio líquido do Delta IV.
O estágio superior do Vulcan é o Centaur V, uma variante atualizada do Centaur III. A variante Centaur III foi usada no Atlas V até 2023. Os planos anteriores previam que o Centaur V fosse atualizado com a tecnologia Integrated Vehicle Fluids para se tornar o Advanced Cryogenic Evolved Stage (ACES), mas isso foi posteriormente cancelado.
O reforço Vulcan tem 5, metros de diâmetro externo para suportar dois motores Blue Origin BE-4 e combustível metano líquido. Em setembro de 2018, após competição com o Aerojet Rocketdyne AR1, o BE-4 foi selecionado para alimentar o primeiro estágio do Vulcan.
Até seis propulsores de foguete sólido (SRB) GEM-63XL podem ser acoplados ao primeiro estágio em pares, fornecendo impulso adicional durante a primeira parte do voo e permitindo que o Vulcan Centaur de seis SRB lance uma carga útil de massa maior do que o mais capaz Atlas V 551.